# Флоря, Даниэль
Даниэ́ль Фло́ря (рум. Daniel Florea; 18 декабря 1975, Васлуй, Румыния) — румынский футболист, защитник. Выступал в сборной Румынии.

## Биография

### Клубная карьера
Карьеру начал в клубе «Оцелул». Дебютировал 1 декабря 1993 года в матче с «УТА» (0:0). Всего провёл 84 матча, забил 2 мяча. Хорошая игра помогла ему перейти в столичное «Динамо». В 2001 году перешёл в донецкий «Шахтёр». Дебютировал 4 августа 2001 в матче против «Металлурга» (2:0). В 2004 был отдан в аренду на год запорожскому «Металлургу». Через год отправился в донецкий «Металлург».
В марте 2006 отдан в аренду румынскому «Динамо», также получило право на выкуп трансфера игрока. Летом 2006 был продан кипрскому клубу АПОЭЛу.

### Карьера в сборной
В сборной Румынии дебютировал 3 марта 1999 в матче против Эстонии (2:0). Остальные матчи провёл против Азербайджана и Греции.

## Достижения
- Чемпион Румынии (1): 1999/00
- Обладатель Кубка Румынии (2): 1999/00, 2000/01
- Чемпион Украины (2): 2001/02, 2004/05
- Серебряный призёр чемпионата Украины (2): 2002/03, 2003/04
- Обладатель Кубка Украины (2): 2001/02, 2003/04
- Финалист Кубка Украины (2): 2002/03, 2004/05
- Чемпион Кипра (1): 2006/07

## Личная жизнь
Женат. Жену зовут Алина. Вместе воспитывают двух дочерей Эллису и Мируку.